# Фрапан, Ильза
Ильзе Фрапан, урождённая Элиз Терез Левьен  (нем. Ilse Frapan; 3 февраля 1901, Гамбург, Германская империя – 2 декабря 1908, Женева, Швейцария — немецкая писательница, феминистка, переводчица

## Биография
Её предки были французскими протестантами гугенотами, давно эмигрировавшими в Германию.
Какое-то время работала учителем. Затем много путешествовала, жила некоторое время в Штутгарте, где слушала лекции Фридриха Теодора Вишера, и в Мюнхене где встречалась с Паулем Хейзе, который оказал на неё большое влияние.
Проживая в Швейцарии, была в числе социалистических активистов. Долго не выходила замуж, стараясь сохранить независимость, и много лет жила с подругой, художницей Эстер Мандельбаум.

## Творчество
В своих произведениях отражала вопросы положения женщин в буржуазном обществе. Фрапан издала несколько детских книг, сборников рассказов и эссе, мемуаров.
В сборниках рассказов: «Hamburger Novellen» (1886 и 1888), «Zwischen Elbe und Alster» (1890) умело передала настроение хорошо знакомой ей жизни северного побережья, которые, по мнению современных специалистов, отличались психологической утонченность, интимным изображением окружающей среды и замечательным стилем.
Затем следовали сборники: «Enge Welt» (1891), «Gedichte», «Bittersüss», «Bekannte Gesichter», «Zu Wasser und zu Lande», «Flügel auf», «Querköpfe», «Was der Alltag dichtet», «Jugendzeit», «In der Stille», «Schreie», «Wehrlose», роман «Arbeit» (1903; рус. перевод в «Мире Божьем», 1904), «Wir Frauen haben kein Vaterland» (1899), «Die Betrogenen». Интересны её «Vischer-Erinnerungen» (1889). Её роман "У нас, женщин, нет родины" получил скандальную известность.
Занималась переводами на немецкий сочинений Льва Толстого и Горького, а также — французских писателей.
В 1908 году, больная раком желудка,  попросила подругу застрелить её, что та и сделала и застрелилась сама. Их похоронили вместе 5 декабря на Женевском кладбище Сен-Жорж.